# Сутінки (роман)
«Сутінки» (англ. Twilight) — роман американської письменниці Стефені Маєр про кохання вампіра та звичайної дівчини. Книга була опублікована у 2005 році, і вона була першою частиною чотиритомної «Сутінкової саги». Книга розповідає про Ізабеллу «Беллу» Свон, яка після переїзду із Фінікса, штат Аризона, США, у маленьке містечко Форкс, штат Вашингтон, закохується у вампіра Едварда Каллена, чим і наражає своє життя на небезпеку. Роман супроводжується сиквелами «Молодий місяць», «Затемнення» та «Світанок». На сьогодні за офіційними даними видавництва «Little, Brown and Company», яке володіє правами на видання романів Стефені Маєр, сага розійшлася у світі накладом 100 млн примірників (з них 45 млн примірників — у США) і перекладена на 47 мов світу, в тому числі на українську.
Український переклад та випуск «Сутінкової саги» здійснило видавництво Країна мрій. Випускався також додатковий тираж. Видано у твердій і м'якій обкладинці. У 2010 році у видавництві «Сутінки» вийшли у вигляді графічного роману: «Сутінки. Роман у коміксах».

## Сюжет
Ізабелла «Белла» Свон переїжджає із сонячної Аризони у дощове місто Форкс, штат Вашингтон, щоби жити зі своїм батьком, Чарлі Своном, в той час, як її матір, Рене, подорожує з її новим чоловіком, Філом Дваєром, бейсбольним гравцем. Белла привертає увагу у своїй новій школі та швидко знаходить друзів. Навіть більше, деякі хлопці змагаються, щоби здобувати увагу сором'язливої Белли.
Коли Белла сидить за однією партою з Едвардом Калленом, він показує своє невдоволення з цього приводу. Згодом він зникає на декілька днів, але після повернення в школу поводить себе набагато привітніше з дівчиною. Пізніше він рятує Беллу від автомобіля, який її мало не розчавив. Стримавши машину власними руками та блискавично опинившись біля Белли, Едвард поводиться вкрай дивно, стверджуючи, що все це дівчині здалося через шок.
Белла вирішує розгадати загадку Едварда, а саме, як йому вдалося врятувати її життя. Обдуривши друга сім'ї, юного Джейкоба Блека, Белла дізнається про зміст однієї з легенд корінних індіанців. Після цього дівчина приходить до висновку, що Едвард та його сім'я не хто інші, як вампіри, котрі п'ють кров тварин, а не людей. Згодом Едвард зізнається, що уникав Белли, тому що не міг контролювати себе через запах її крові. Після цього Едвард та Белла проводять багато часу разом, і, згодом, закохуються одне в одного.
Однак їхнє щастя було перервано приходом ще однією групи вампірів у Форкс — Джеймса, Вікторії та Лоурена. Джеймс, зацікавлений тим, що людина може покохати вампіра, вирішує вполювати Беллу заради азарту. Каллени прагнуть врятувати Беллу. Вони вирішують залишити Едварда у Форкс; Белла натомість летить в Аризону разом з Еліс, сестрою Едварда, та Джаспером, її коханим. Однак Джеймс вистежує їх.
Обманувши Беллу, він змушує її прийти у балетну студію, де може легко її порішити. На щастя, Каллени встигають в останній момент, і Едварду вдається врятувати Беллу. Він висмоктує отруту з її руки перед тим, як дівчина може перетворитися у вампіра. Після цього Белла проводить деякий час у лікарні, де її відвідує матір, яка ні про що не здогадується. По поверненню у Форкс, Едвард змушує Беллу піти на випускний у школі, де вона заявляє, що хоче стати вампіром, аби вічно бути поряд з Едвардом. Однак Едвард відмовляється задовольнити її бажання.

## Обкладинка
Обкладинка англійського видання та першого українського тиражу містила зображення яблука, яке тримають дві руки. Стефені Маєр пояснила, що яблуко на обкладинці втілює у собі заборонений плід з Біблії. Воно символізує кохання Белли та Едварда, яке є забороненим, так, як і плід з Дерева Пізнання Добра і Зла у Біблії. Воно також показує, що Белла знає, що добре чи погано, а також її вибір «забороненого плоду», втіленням якого є Едвард.

## Нагороди та номінації
«Сутінки» отримали визнання та безліч нагород.
- Вибір видавців (New York Times)
- Одна з найкращих книг для дітей у 2005 (Publishers Weekly)
- Книга ввійшла в десятку найкращих книг для підлітків (American Library Association)
- Бестселер № 1 (New York Times)
- № 1 Бестселер 2008 року (USA Today).

## Оцінка критиків
«Сутінки» отримали чимало схвальних відгуків. The Times сказали, що книга «ідеально передала почуття підлітків». Amazon.com назвав книгу «глибоко романтичною та неймовірно захопливою».

## Фільм
Після успіху книги було знято однойменний фільм. Режисером стала Кетрін Гардвік, а виконавцями головних героїв були обрані Крістен Стюарт (Белла Свон) та Роберт Паттінсон (Едвард Каллен). Сценарій написала Меліса Розенберг. Прем'єра фільму у Сполучених Штатах відбулася 21 листопада 2008 року. DVD було представлено 21 березня 2009. 19 листопада 2009 року прем'єра другого фільму «Сутінки. Молодий місяць». Третя частина саги «Затемнення» вийшла на екрани 30 червня 2010 року. «Світанок, Частина Перша» у 2011, а «Частина Друга» у 2012 році.